# محمد الفقي (مخرج تونسي)

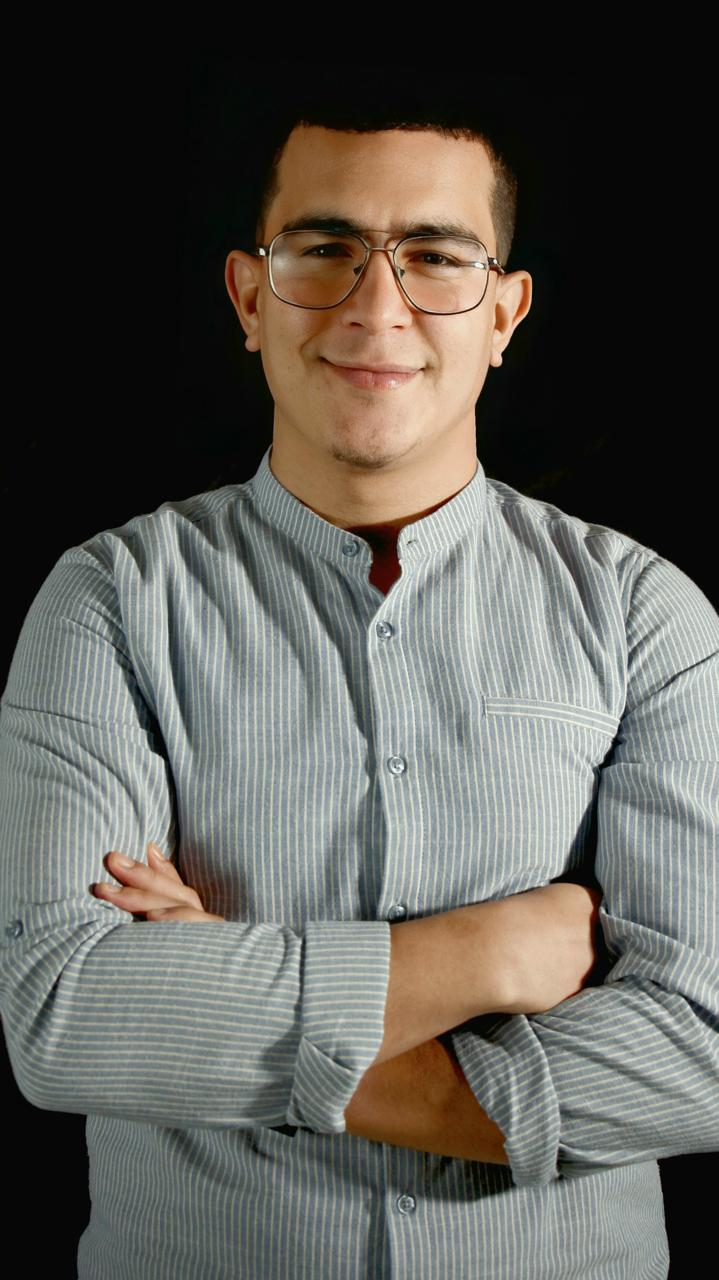

محمد الفقي مخرج سينمائي تونسي، ولد في 21 أغسطس 1999 بمدينة صفاقس، درس السينما بالمعهد العالي للفنون والحرف بصفاقس. لقّّب بأصغر مخرج تونسي من طرف وزارة الشّؤون الثقافيّة كما تحصّل على جوائز دوليّة في العراق ومصر والمغرب.

## أعماله
- 2020، أخرج "فرنسا 1911" وهو فيلم خيال وثائقي قصير[3]
- 2021، أخرج "الغريبة" وهو فيلم وثائقي قصير
- 2022، أخرج "أبد الدّهر" وهو فيلم خيال

## روابط خارجية
- محمد فقيه على موقع IMDb (الإنجليزية)